# 南东街
南东街是浙江省湖州市南浔古镇的一条街道，南市河东岸，已列入南市河历史文化街区保护范围。
南东街沿线有众多历史建筑:
- 南浔丝业会馆，南东街90-91号，全国重点文物保护单位
- 刘氏梯号，南东街，全国重点文物保护单位
- 广惠宫，南东街92号